# Коэлью, Николау
Никола́у Коэ́лью (Куэ́лью) (порт. Nicolau Coelho) (1460—1504) — португальский мореплаватель, участник ряда важных экспедиций своего времени. В частности, был капитаном одного из кораблей эскадры Васко да Гама во время его первого плавания в Индию и участвовал под началом Кабрала в открытии Бразилии.
Родился в городе Фелгейраш на севере Португалии. Около 1495 года женился, имел от этого брака нескольких детей. Проявив себя как смелый и талантливый моряк на королевской службе, был взят в первую экспедицию Васко да Гама.
8 июля 1497 года Коэлью отплыл на поиски морского пути в Индию в качестве одного из трёх капитанов, подчинённых Васко да Гаме. Под непосредственным командованием Коэлью оказалась лёгкая маневренная каравелла «Берриу», которую предполагалось использовать как разведывательное судно.
Из четырёх судов экспедиции в Португалию вернулись только два — флагманский «Сан Габриэл» и «Берриу». На обратном пути корабли разделила буря, и встретились они только в Лиссабоне. Коэлью со своим кораблём добрался туда первым — 10 июля 1499 года, и привёз королю добрую весть о том, что цель, поставленная ещё Энрике Мореплавателем, достигнута, и морской путь в Индию найден.
После нескольких месяцев, проведённых в Европе, Коэлью вновь пришлось отправляться в путь. 9 марта 1500 года из Лиссабона отплыла флотилия численностью в 13 кораблей и с 1200 моряками на борту. Адмиралом был назначен Педру Алвариш Кабрал, а Коэлью командовал одним из судов.
Чтобы обойти зону неблагоприятных ветров и течений, армада, следуя проверенным ранее португальцами маршрутом, первое время шла вдоль побережья, но в районе Сьерра-Леоне удалилась от африканских берегов и направилась по дуге на запад. Через несколько недель флотилия оказалась у берега Южной Америки. 24 апреля Коэлью вместе с другими капитанами высадился на незнакомую землю, которая была названа португальцами «Терра де Веракруш». 3 Мая 1500 года корабли продолжили плаванье в сторону Индии — через Мыс Доброй Надежды (где в шторме были потеряны 4 корабля), с остановками в Мозамбике, Кении и Танзании. Экспедиция достигла Кожикоде 13 сентября 1500 года и вернулась в Португалию 23 июня 1501 года в составе четырёх кораблей.
Третье большое плаванье в Индию, в котором Коэлью принял участие, была экспедиция Афонсу д’Албукерки, отчалившая из Португалии 14 апреля 1503 года. Коэлью был назначен капитаном корабля «Фаял» (англ. Faial).
На обратном пути в январе 1504 года Николау Коэлью погиб в кораблекрушении близ берегов Мозамбика. .
Изображение Николау Коэлью и его герб можно увидеть здесь: 